# 胡深 (正統進士)
胡深（1411年—1470年），字文淵，南直隸省徽州府祁門縣人，民籍，治《春秋》，年三十五歲中式正統十年乙丑科第三甲第三十二名進士。六月二十三日生，行三。由國子生中式應天府鄉試第三十七名舉人，會試中式第一百三十四名。

## 家族
曾祖胡宗芑；祖胡伯善；父胡景閏；母方氏。具慶下，妻汪氏，兄亮；弘，弟振。